# Вілла Пронін
Вілла Пронін була архітектурним комплексом, що складався з дворівневого палацу, терас, саду та допоміжних будівель, розташованих біля входу в парк Валя Морілор у Кишиневі. Сам палац був зруйнований під час Другої світової війни, а дві інші будівлі вілли, які збереглися, є пам'яткою архітектури національного значення, занесеною до Реєстру пам'яток Республіки Молдова, що охороняється державою, під №. 352 (муніципій Кишинів).

## Історія

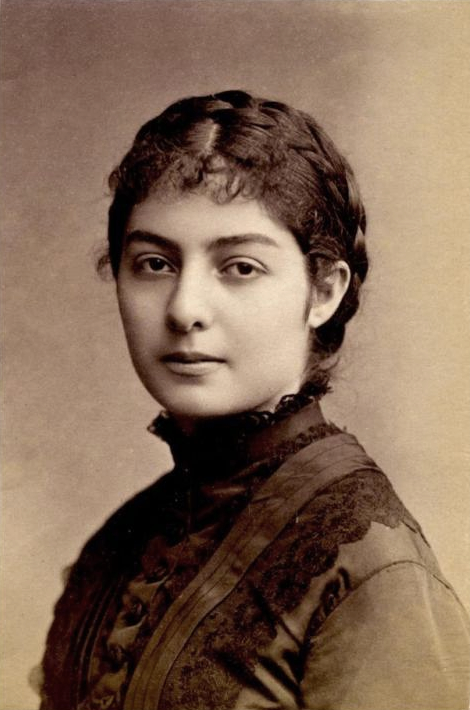
Наталія Обренович, уроджена Чешко.

Будівництво палацу почалося на рубежі XIX—XX століть з ініціативи купця Георгія Проніна, за словами історика Георге Безвіконі, з надією, що він продасть його Наталії Обренович, княгині та королеві дружина Сербії між 1875 і 1889 роками, родом з Бессарабії. Їй було важко залишатися в Сербії після невизнаного розлучення з Міланом Обреновичем у 1886 році. Деякий час він жив в еміграції, потім повернувся, залишивши країну назавжди в 1898 році. Одним із варіантів для королеви було повернення до Бессарабії, де вона виросла в родині свого дядька Костянтина Д. Морузі. З цих причин було наказано побудувати палац, але вона більше його ніколи не бачила, тому що назавжди переїхала до Франції, а також стала там ченцем після вбивства її сина Олександра I Сербського.
Пізніше будинок добудував купець Георгій Пронін. Про її долю на початку міжвоєнного періоду відомо небагато. Після Великої унії 1918 року там оселився військовий губернатор Бессарабії Артур Вейтояну. У 1925 році палац було продано, і історик Штефан Чобану наполягав перед тодішнім Міністерством культів і мистецтв, щоб його викупили для організації тут історико-археологічного музею, першого такого роду на території провінції. підхід, який так і не був реалізований.
У 1930 році мерія Кишинева купила його за 3 600 000 лей і передала в подарунок італійському маршалу П'єтро Бадольо, почесному громадянину муніципалітету з 1926 року, після реконструкції, яка мала коштувати 700 000 лей. Ратуша також передала його через кілька років у власність короля Карла II, який, у свою чергу, передав його Королівським фондам, де було засновано Бессарабський філіал Румунського соціального інституту. Постраждав під час Другої світової війни, палац був здебільшого зруйнований. По-перше, землетрус 1940 року завдав значної шкоди. Важко оцінити, наскільки бомбардування під час війни вплинули на стан будівлі, але після її закінчення залишилися лише зовнішні стіни та фасад. Раковина палацу працювала як кінотеатр під відкритим небом до 1952 року, після чого була повністю знесена з міркувань безпеки.
У радянський період будівлі, що залишилися, служили їдальнею Ради Міністрів УРСР, а за часів незалежності — частиною комплексу їдалень Державної канцелярії. У зв'язку з економічними збитками, які це спричинило, у 2017 році було прийнято рішення про передачу будинків під управління Генеральної дирекції з управління державними будівлями. Вже тоді було оцінено, що вони потребують капітального ремонту. У 2021 році разом із будівлею, у якій розташований Виставковий зал № 1 по сусідству став штаб-квартирою Національного музею літератури «Михайло Когелнічяну». Частина безповоротної фінансової допомоги у розмірі 100 мільйонів євро, наданої Республіці Молдова Румунією, буде спрямована на реставрацію цих будівель.

## Архітектура

### Палац
Палац Проніна, відомий як Палац королівських фондів після того, як став власністю короля Карла II, є центральною будівлею архітектурного ансамблю. Він знаходився біля нинішнього входу в парк Валеа Морілор, де зараз перебуває пам'ятник Йону та Дойні Алдеа-Теодоровичі. На старих фотографіях видно, що він побудований в еклектичному стилі, що нагадує стиль Другої імперії та інші, характерні для епохи. Він мав прямокутний план, що складався з цокольного поверху, першого поверху та прямокутного купола, відокремленого від решти даху та прикритого аттиком з переднього фасаду. Дах, як правило, був прихований навколо балюстрадою, перерваною піддашшям посередині кожного боку. Він мав парадний і бічний вхід, обидва передували портикам з колонадами, які стояли або окремо, попарно, або прикріплені до кутових стовпів. Над ґанками влаштовувалися балкони. Серед декоративних елементів були глухі вікна, карнизи з добре рельєфними ліпнинами, колони та інші елементи, вирізані у віконних рамах тощо.
Будівля сильно постраждала під час землетрусу 1940 року та повністю зруйнована у післявоєнний радянський період.

### Фрагмент А

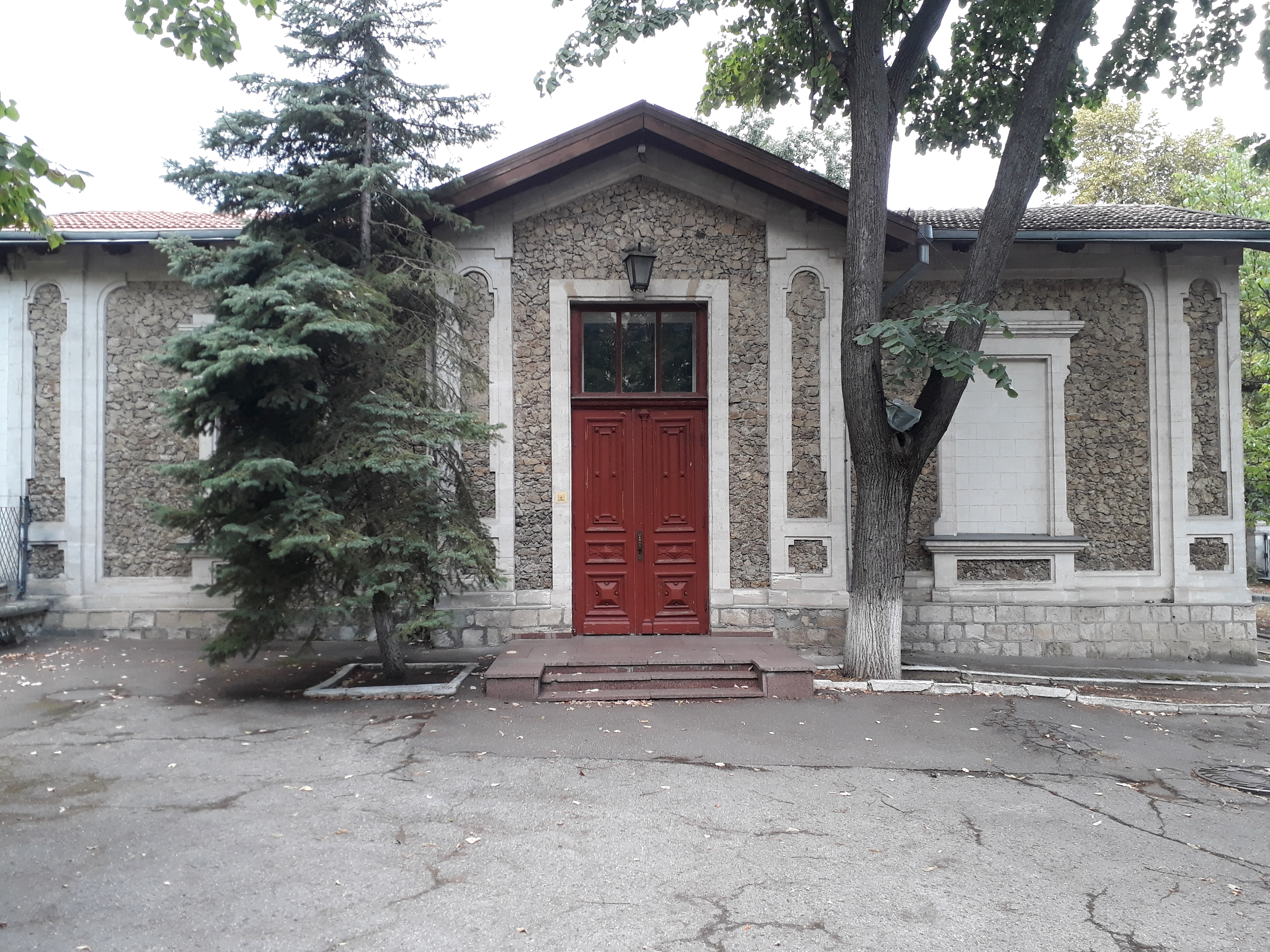
Головний вхід фрагмента А, вілла Проніна.

Відокремлений від червоної лінії вулиці Олексія Матеєвича невеликим сквером з басейном і паралельний йому фрагмент А являє собою прямокутну в плані будівлю, що складається з одного рівня з трьома ризалітами і фронтонами над ними. Головний вхід розташований на одному з бічних фасадів, тоді як фасад, що виходить на вулицю, має лише сім симетрично розташованих вікон: три в центрі та по два на кожному з двох бічних вікон. Для декоративних елементів, таких як обрамлення, контури фронтонів тощо, використано поєднання білого тесаного каменю та більш темного бутового каменю, який займає простір між ними. Здебільшого будівля є прикладом еклектичної архітектури з впливом класицизму та модерну, особливо модерну.

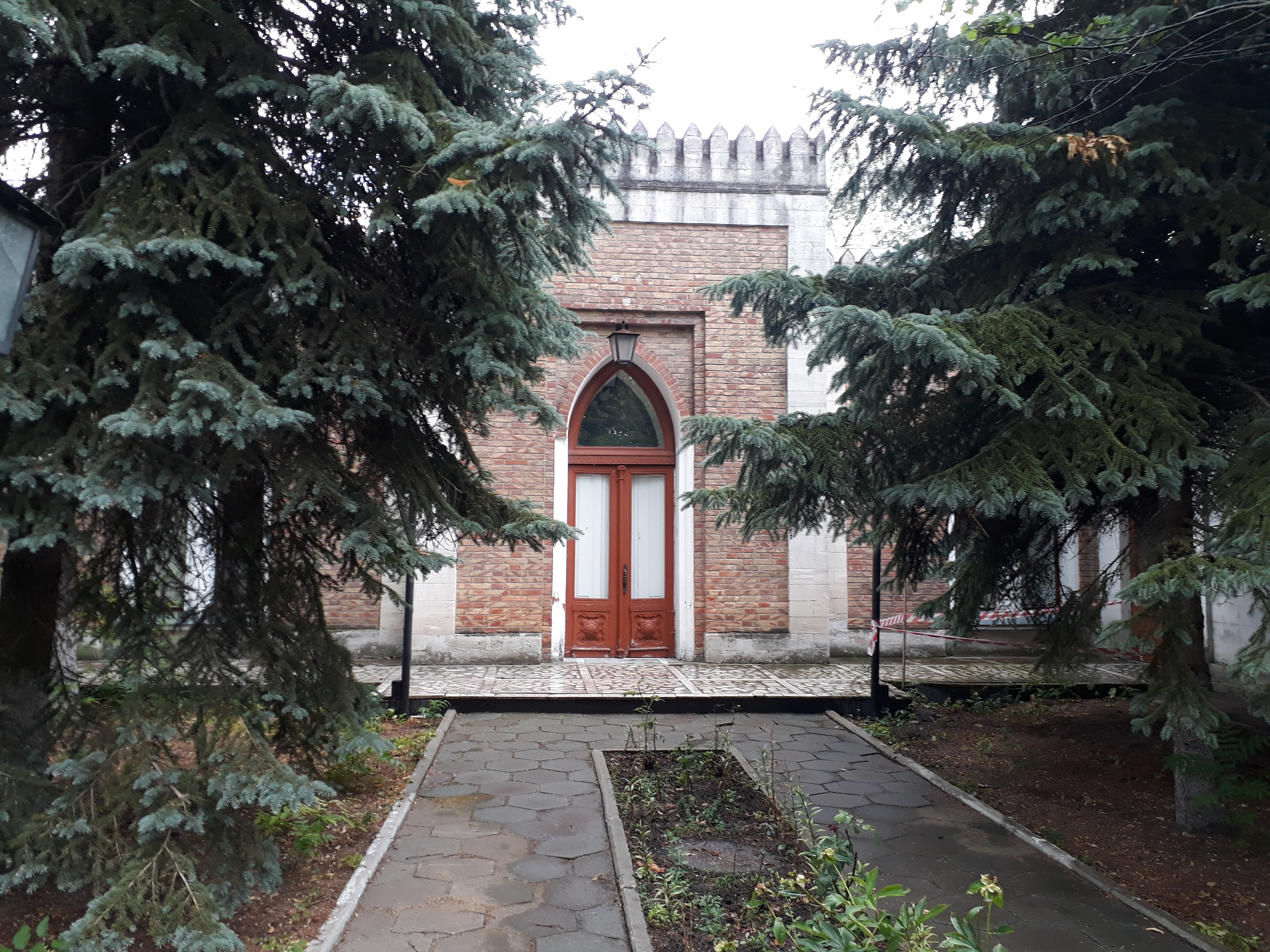
Головний фасад фрагмента B демонструє очевидні мавританські впливи.

Незважаючи на те, що зовнішній вигляд, очевидно, є в прийнятному стані, умови всередині погані, і будівля потребує реставрації. Зараз Національний літературний музей не організовує виставки в ньому, доступ відвідувачам заборонений.

### Фрагмент В
Фрагмент В вілли Пронін — невелика однорівнева прямокутна будівля, розташована на значній відстані від вулиці Олексія Матеєвича. Від головного входу фрагмента А до нього відкривається алея, обсаджена деревами та ліхтарями. Будівля побудована з цегли та тесаного білого каменю, з останнього виготовлено елементи декору, такі як рами та зубці. І вхідний портал, і чотири вікна мають стрілчасті арки. Також вхід виділяється з решти фасаду резалітом. Зовнішній вигляд будівлі належить до еклектики, де переважають впливи мавританського стилю.
Інтер'єр оформлений у класичному стилі та містить тимчасові виставки Національного музею літератури «Михайло Когелнічяну».

## Галерея

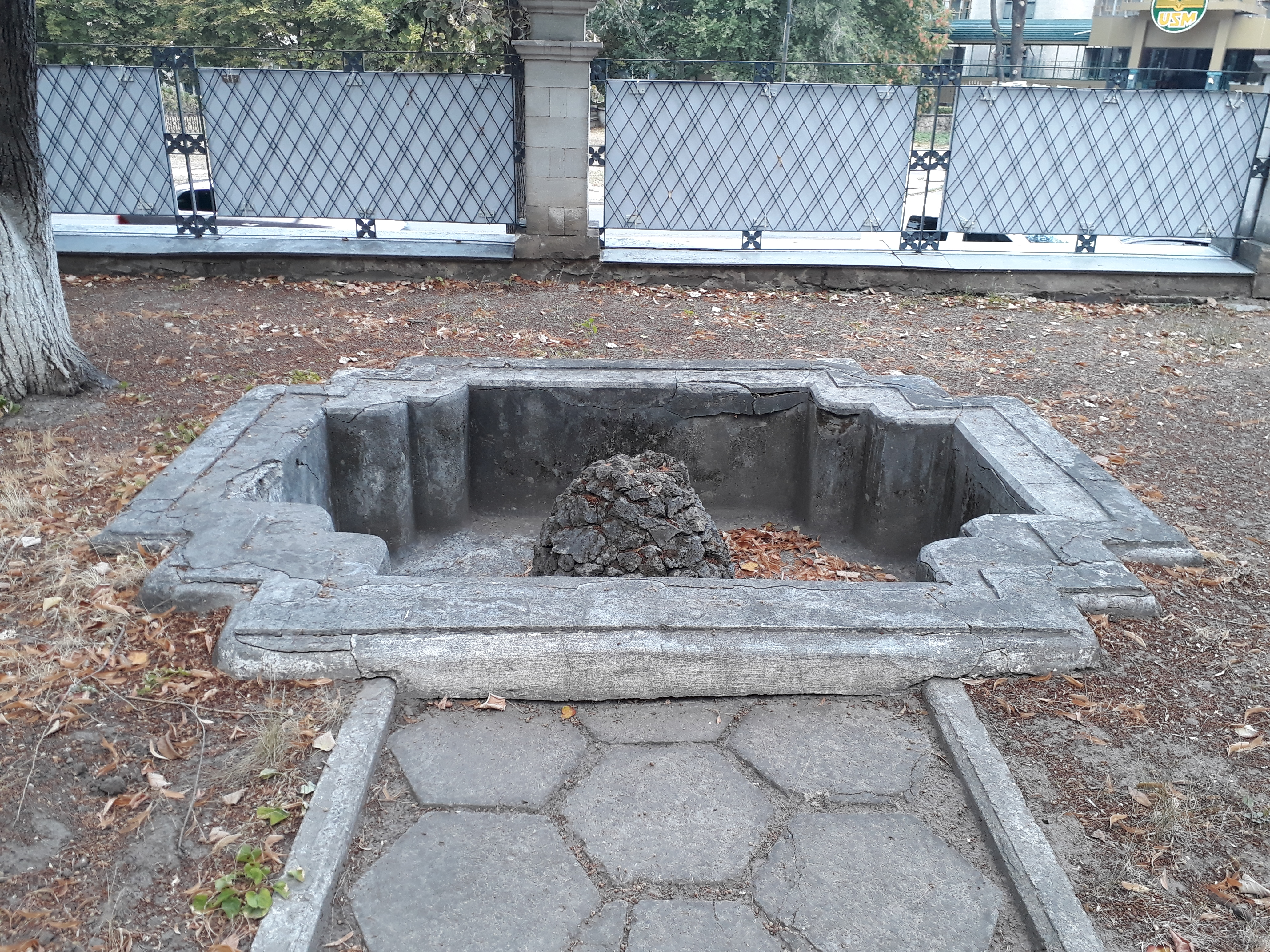
Басейн перед фрагментом А вілли Проніна.
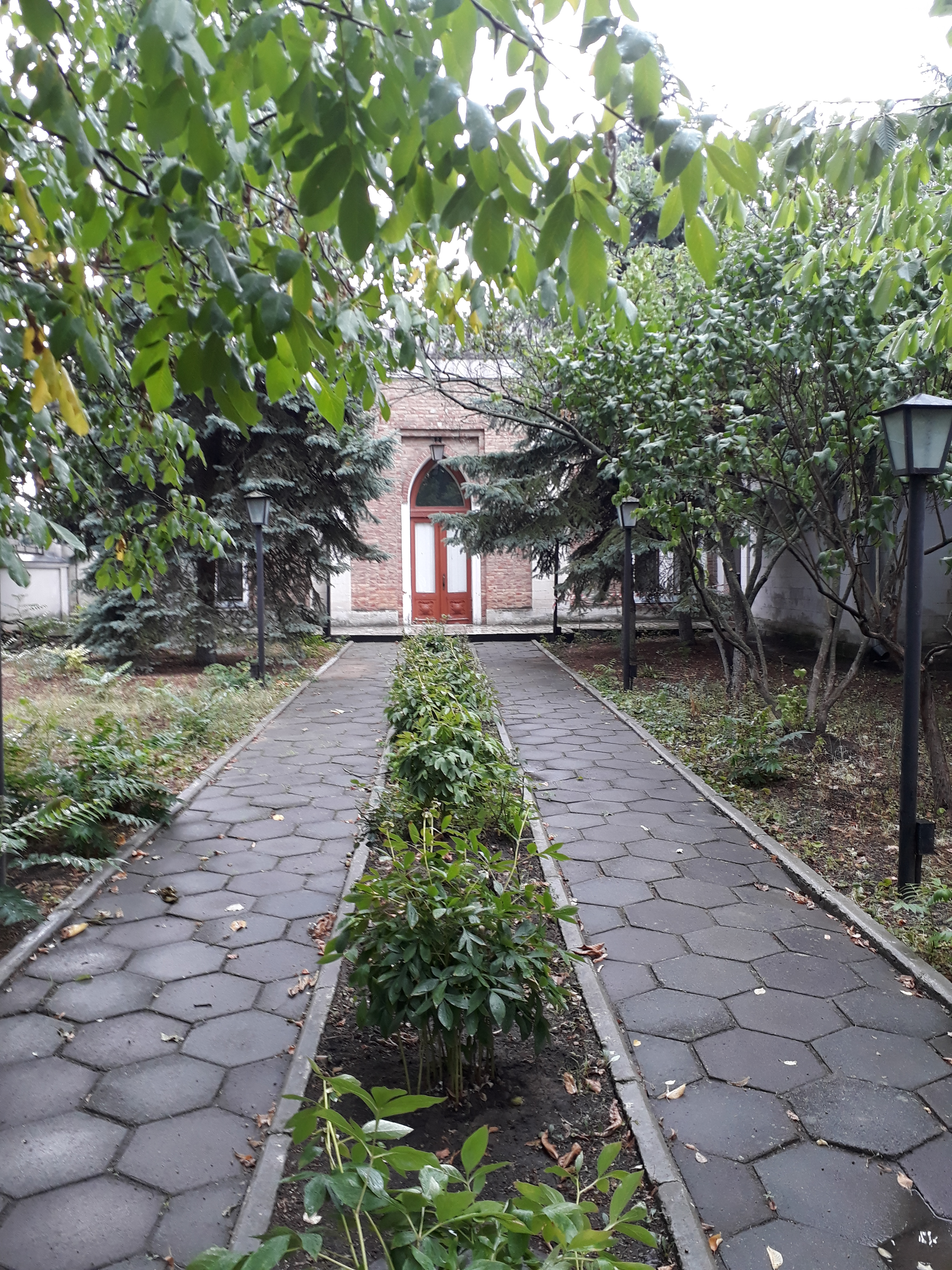
Алея перед фрагментом В.
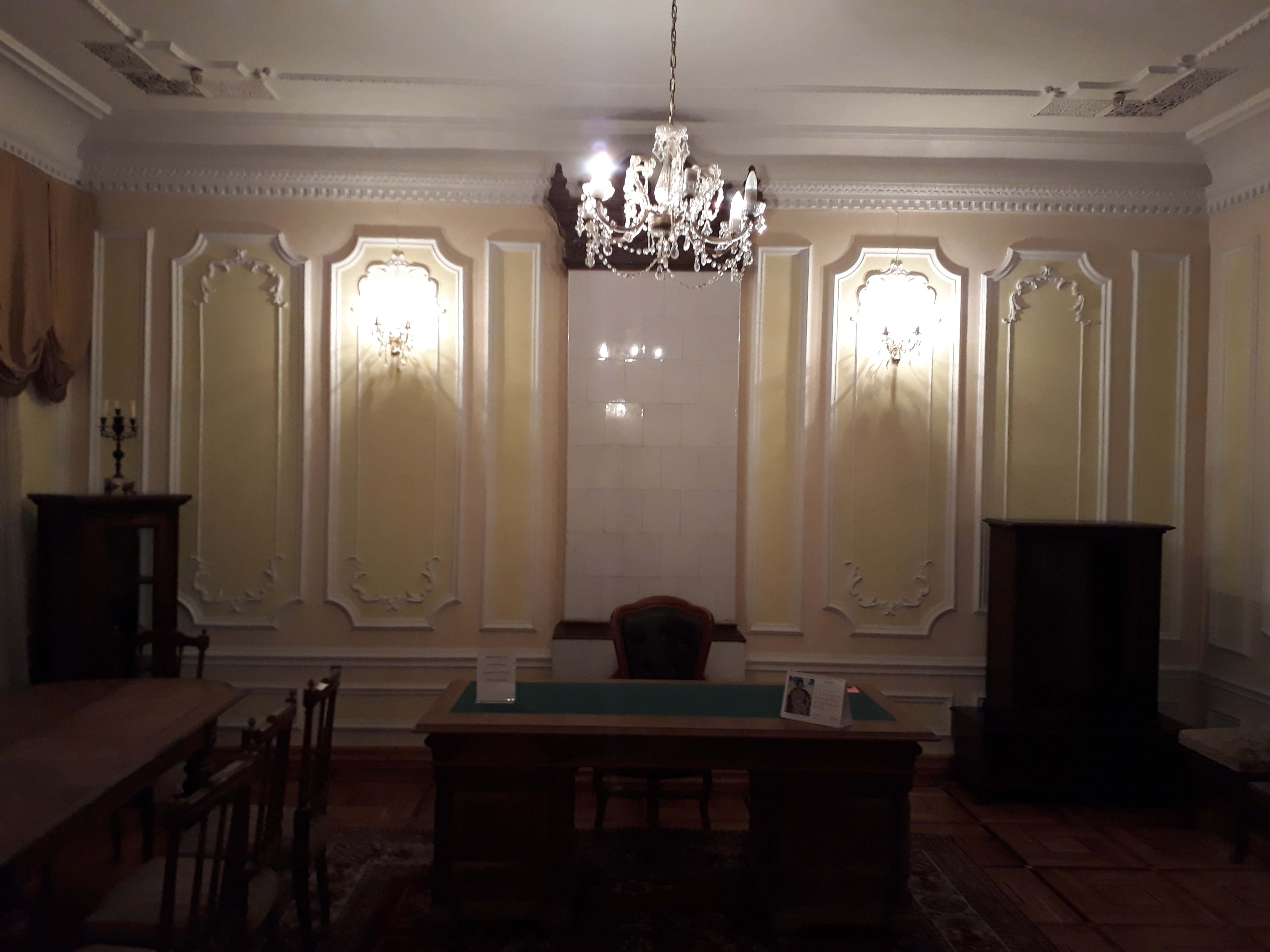
Інтер'єр фрагмента Б. Меблі та камін.
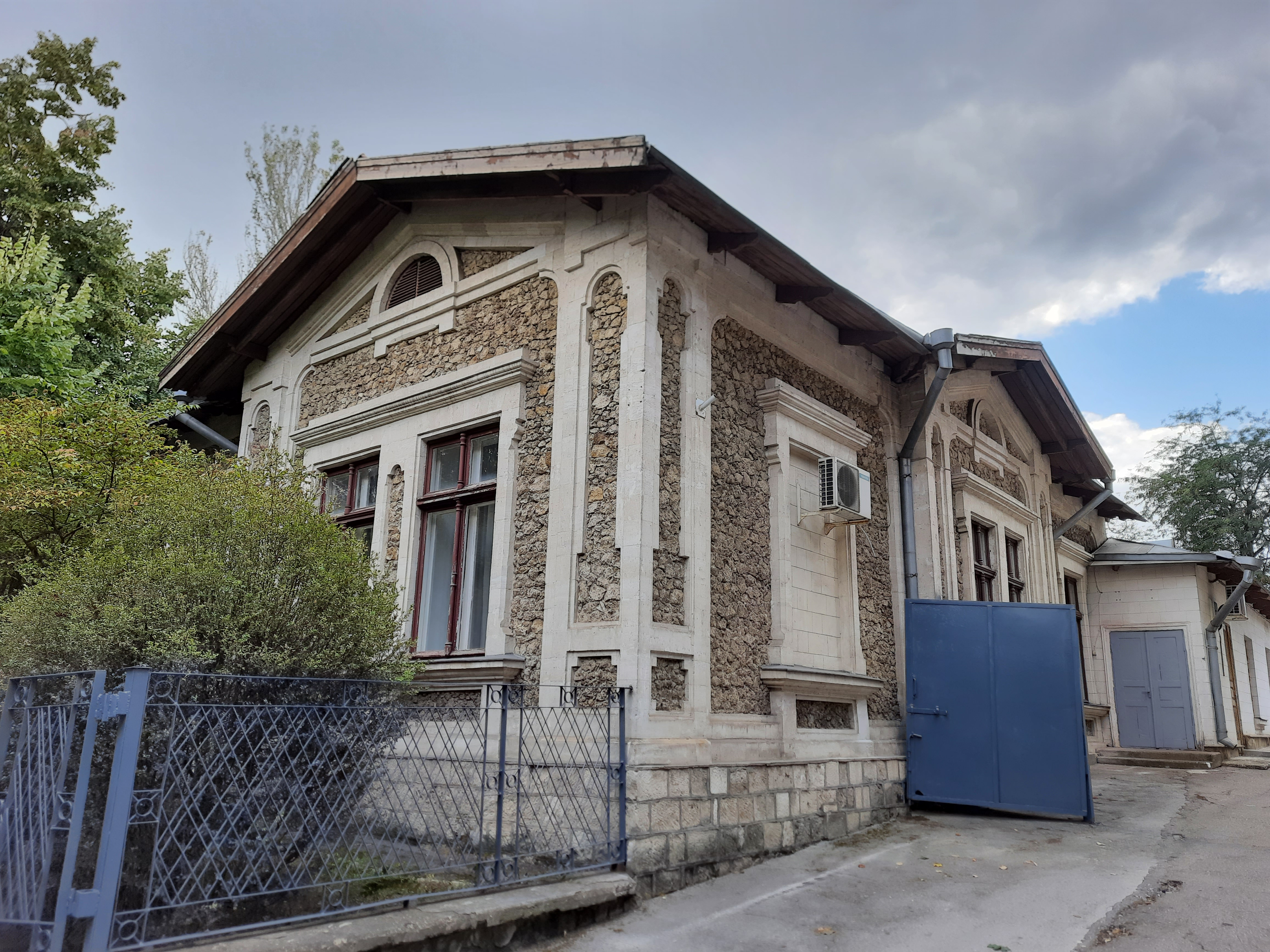
Фрагмент А. Фасад з виставкового залу № 1.
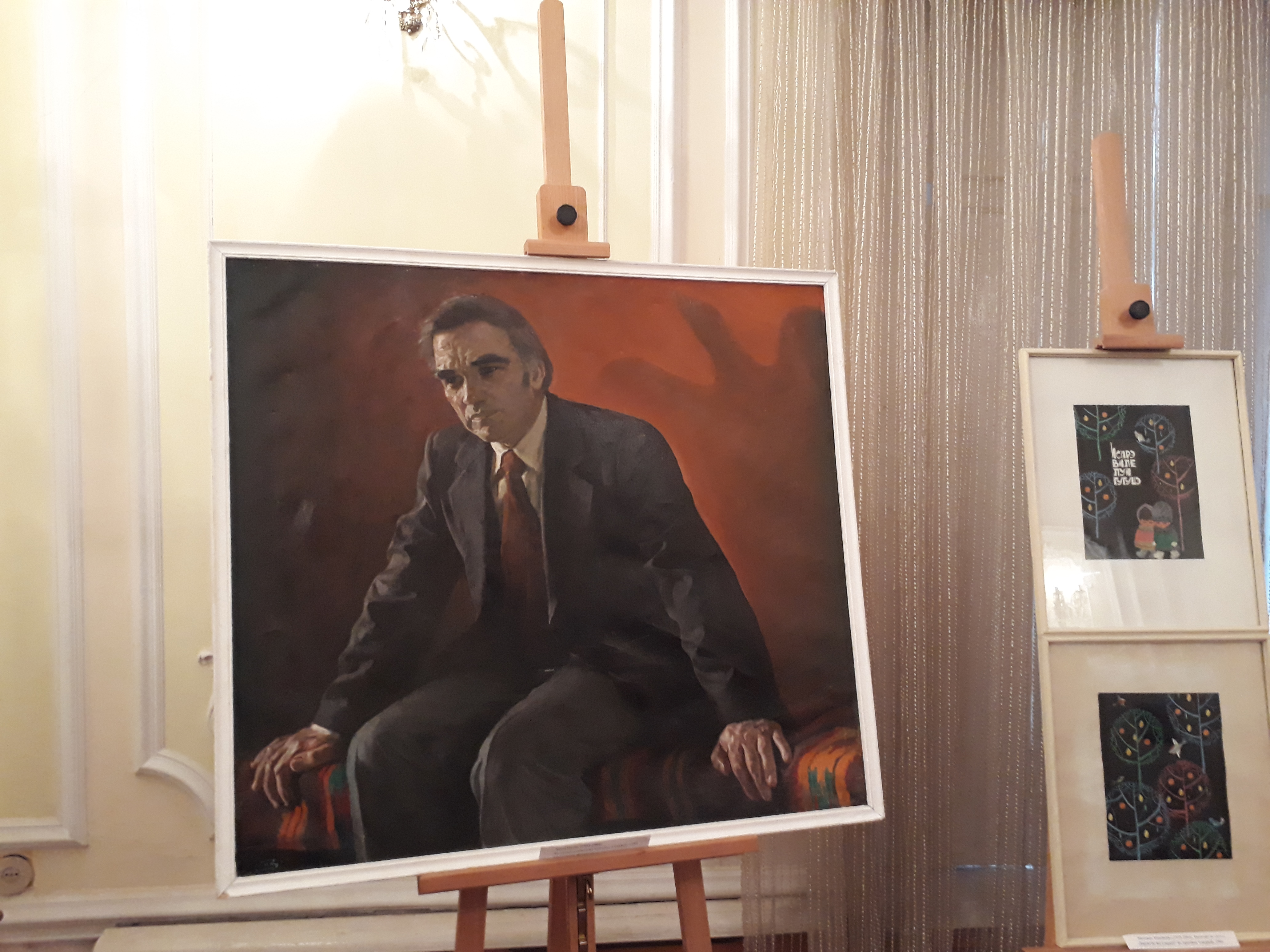
Виставка всередині фрагмента Б.
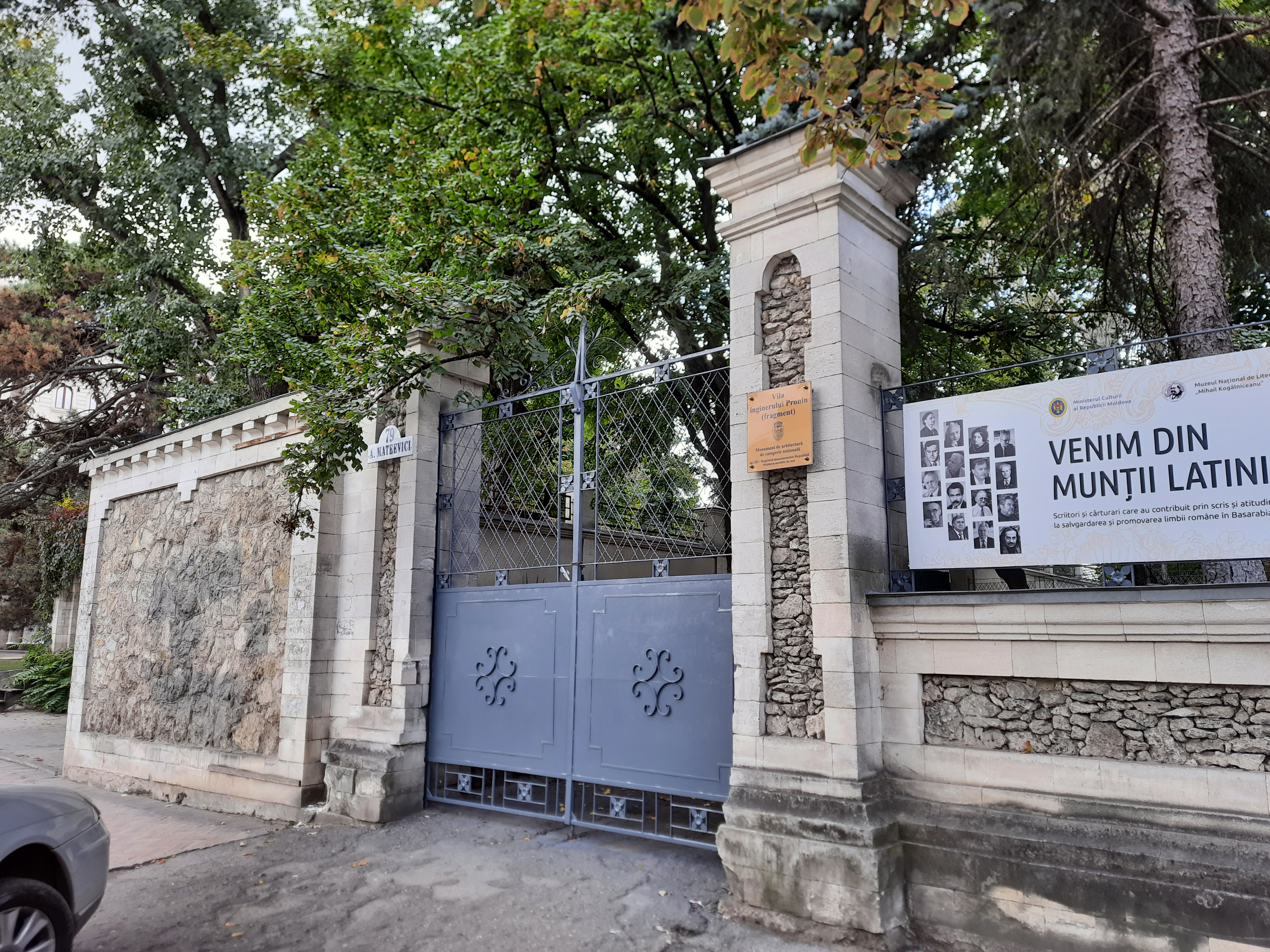
Ворота виконані в стилі фрагмента А.